# Anhebung von Chicago
Bei der Anhebung von Chicago wurde stückweise die Bodenhöhe des Zentrums von Chicago um bis zu 2,5 Meter angehoben. Straßen, Gehwege und Gebäude wurden entweder aufgebaut, durch Hebeapparate physisch angehoben oder verschoben. Die Höherlegung der Stadt begann 1856 und dauerte ungefähr 20 Jahre, wobei es zu Anhebungen zwischen weniger als einem Meter bis zu fast 2,5 Metern (2–8 Fuß) kam. Es gibt keine genauen Zahlen über die Kosten. Schätzungen gehen jedoch von 10 Millionen US-Dollar oder mehr aus, was heutzutage einem Betrag zwischen 260.870.000 und 329.750.000 US-Dollar entsprechen würde.

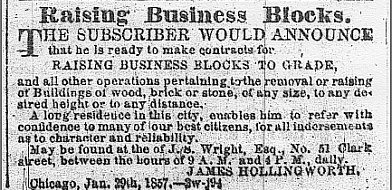
Anzeige in der Chicago Daily Tribune (1858)

## Hintergrund
Die Stadt Chicago erhob sich Mitte des 19. Jahrhunderts durchschnittlich nur ungefähr 1,5 Meter (5 Fuß) über dem Michigansee, an dessen Ufer sie liegt. In der Nähe des nördlichen und südlichen Ausläufers des Chicago River war die Oberfläche zwischen knapp unter und über einem Meter (3–4 Fuß) über dem Spiegel des Sees, während es im westlichen Chicago 3 bis maximal 3,6 Meter (10–12 Fuß) waren. Dadurch war im 19. Jahrhundert für viele Jahre nur wenig oder kein natürlicher Abfluss von der Oberfläche der Stadt möglich. Die Stadt stand auf einem sumpfigen Fundament, stehendes Wasser gärte und verursachte unangenehme Lebensbedingungen. Epidemien wie Typhus oder Dysenterie suchten Chicago sechs Jahre in Folge heim, gipfelnd in einem Ausbruch von Cholera im Jahr 1854, dem mehr als 1400 Bürger zum Opfer fielen. Die hygienischen Bedingungen wurden in nicht geringem Maße für diese tödlichen Ausbrüche verantwortlich gemacht.
Die Krise zwang die Aldermen (ein kommunales Gremium) und Ingenieure der Stadt dazu, das Abflussproblem ernst zu nehmen. Am 4. Februar 1855 wurde ein Gesetz zur Einsetzung einer Abwasserkommission verabschiedet. Die Kommission wählte den Ingenieur Ellis S. Chesbrough für die Aufgabe aus. 1856 verabschiedete der Stadtrat einen von Chesbrough vorgeschlagenen Plan für die Erbauung eines stadtweiten Abwassersystems.
Für den Bau der Kanalisation mussten Teile Chicagos höher gelegt werden. Chesbrough schlug eine Anhebung der Stadt um ungefähr 3 Meter (10 Fuß) vor, wobei die tatsächliche Anhebung so ausfiel, dass der Bau von 2,1 bis 2,4 Meter (7–8 Fuß) hohen Kellern möglich war. Die Anhebung von ungefähr 3 Meter wurde aufgrund von wahrscheinlichen Schwierigkeiten bei der Beschaffung von Erde für die Aufschüttung verworfen.

## Beginn der Anhebung
In der Folge wurden Abläufe gelegt, Straßen und Gehwege mit mehreren Fuß Erde bedeckt und neu aufgebaut. Leerstehende Grundstücke wurden aufgefüllt, einige alte Holzrahmenhäuser wurden abgerissen und die Grundstücke aufgefüllt, während andere Besitzer ihre Holzrahmenhäuser anheben ließen. Die neueren Backsteingebäude stellten bei der Verschiebung ein Problem dar, sie konnten nicht angehoben werden. Diese Gebäude wurden auf dem alten Bodenniveau belassen, während Straßen und Gehwege langsam höher gelegt wurden. Es bildete sich eine Stadt, „gebaut auf zwei Ebenen“, wobei auch Teile der Kanalisation über der Erde verliefen. Rechtliche Schritte gegen die Anhebung blieben erfolglos. Erst ab 1858 kam es zur Anhebung von Backsteingebäuden.

## Früheste Anhebung eines Backsteingebäudes
Im Januar 1858 wurde das erste Gebäude aus Mauerwerk angehoben. Es war ein vierstöckiges, 21 Meter (70 Fuß) langes, 750 Tonnen schweres Backsteingebäude an der nordöstlichen Ecke von Randolph Street und Dearborn Street. Es wurde auf 200 Hubspindeln auf das neue Niveau gehoben, das 1,88 Meter (6 Fuß 2 Zoll) über dem alten lag. Dies geschah „ohne die kleinste Beschädigung des Gebäudes“. Es war das erste von mehr als fünfzig vergleichbar großen Backsteingebäuden, die in diesem Jahr angehoben wurden. Der Bauunternehmer war der Bostoner Ingenieur James Brown, der eine geschäftliche Partnerschaft mit dem aus Chicago stammenden Ingenieur James Hollingsworth einging. Bevor das Jahr zu Ende war, hoben sie Backsteingebäude an, die mehr als 30 Meter (100 Fuß) lang waren. Im folgenden Frühjahr unterzeichneten sie einen Vertrag, um einen Backsteinblock von mehr als dem Doppelten dieser Länge anzuheben.

## Die Straßenzeile an der Lake Street

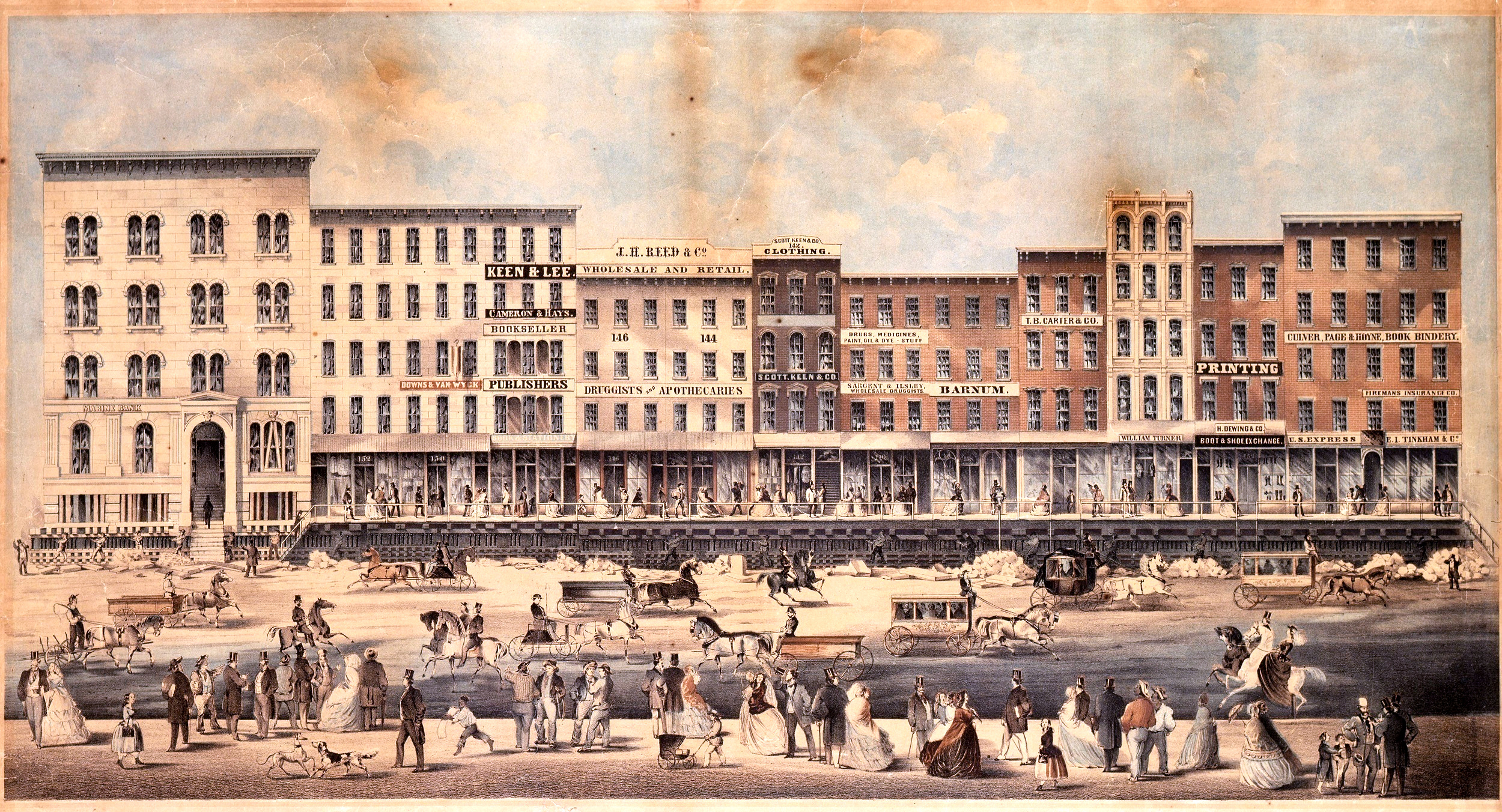
Die Anhebung der Straßenzeile an der Lake Street

Um 1860 war das Vertrauen ausreichend genug, dass ein Konsortium von sechs Ingenieuren, darunter Brown, Hollingsworth und George Pullman, einen der bedeutendsten Bereiche der Stadt in einem Zug anhoben. Sie erhoben die Hälfte des Häuserblocks der Lake Street, zwischen Clark Street und LaSalle Street: eine massive Backsteinreihe mit Läden, Büros und Druckereien. Dieses Projekt war 98 Meter (320 Fuß) lang, teilweise vier, teilweise fünf Stockwerke hoch, mit einer Fläche von 4.000 m2 und einem geschätzten Gesamtgewicht von 25.000–35.000 Tonnen, inklusive der herabhängenden Gehsteige. Geschäfte, die in diesen Gebäuden angesiedelt waren, wurden während der Hebung nicht geschlossen. Während die Gebäude angehoben wurden, kamen und gingen Leute, kauften ein und arbeiteten in ihnen, als würde nichts Besonderes passieren. Innerhalb von fünf Tagen wurde die gesamte Baugruppe um 1,42 Meter (4 Fuß und 8 Zoll) höher gelegt, wobei eine Gruppe von sechshundert Mann mit sechstausend Hubspindeln arbeitete. Das Spektakel zog tausende Menschen an, die am letzten Tag die Erlaubnis bekamen, auf der alten Bodenhöhe zwischen den Hebeapparaten zu laufen.

## Das Tremont House
Im folgenden Jahr hob ein Team, geleitet von Ely, Smith und Pullman, das Tremont-House-Hotel an der südöstlichen Ecke der Lake Street und Dearborn Street an. Ein Backsteingebäude, sechs Stockwerke hoch und mit einer Gesamtfläche von mehr als 4.000 m2, das luxuriös ausgestattet war. Wieder wurde das Geschäft ohne Unterbrechung weitergeführt, während das Hotel vom Grund gehoben wurde. Fünfhundert Mann arbeiteten mit fünftausend Hebeapparaten in abgedeckten Gräben. Die Gäste wurden über den Vorgang nicht informiert – ein Stammgast wunderte sich, dass die Eingangstreppe zum Hotel jeden Tag steiler wurde. Das Hotel, das bis zum vorhergehenden Jahr das größte Gebäude Chicagos gewesen war, wurde um 1,8 Meter (6 Fuß) höher gelegt.

## Das Robbins Building
Einen weiteren Kraftakt stellte die Anhebung des Robbins Building dar. Dieses Eisengebäude war 46 Meter (150 Fuß) lang, 24 Meter (80 Fuß) breit, fünf Stockwerke hoch und lag an der Ecke der South Water Street mit der Wells Street. Das Gebäude war sehr schwer, durch seinen verzierten Eisenrahmen, seine 305 mm (12 Zoll) dicke Mauerwand und schwere Waren im Inneren des Gebäudes lag das Gewicht bei schätzungsweise 27.000 Tonnen. Hollingsworth und Coughlin nahmen den Vertrag an und im November 1865 wurde nicht nur das Gebäude um 0,70 Meter (27,5 Zoll) höher gelegt, sondern auch 70 Meter (230 Fuß) des steinernen Gehwegs außerhalb des Gebäudes.

## Hydraulische Anhebung des Franklin House
Es gibt Berichte, dass zumindest ein Gebäude in Chicago, das Franklin House auf der Franklin Street, durch den Ingenieur John C. Lane hydraulisch angehoben wurde. Lanes Gruppe nutzte diese Technik seit 1853 in San Francisco.

## Verschiebung von Gebäuden

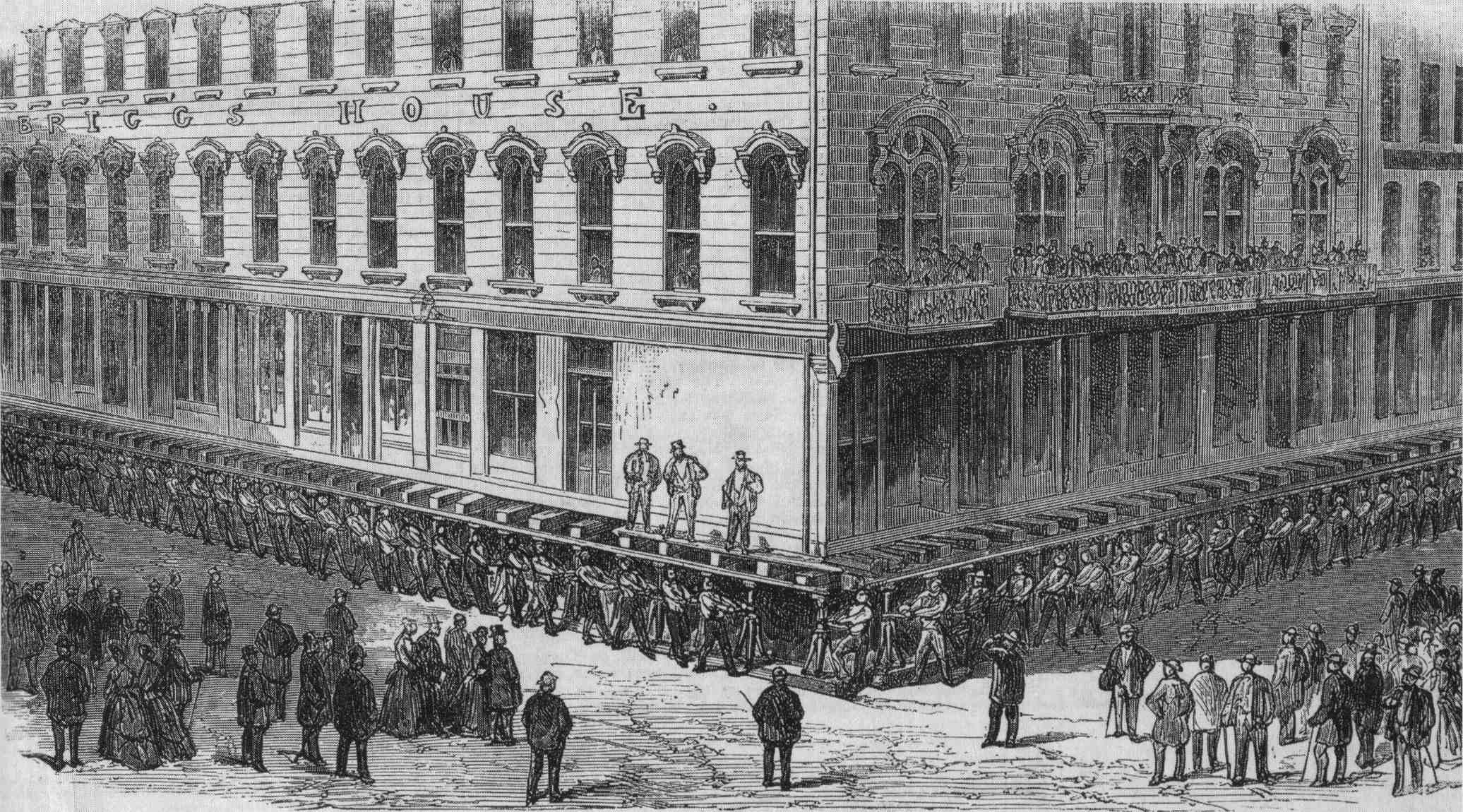
Das Briggs House (ein Backsteinhotel) wird angehoben (wahrscheinlich um 1866).

Viele der Rahmengebäude, die eilig in Chicagos Zentrum errichtet worden waren, wurden nun als unangemessen für die expandierende und reicher werdende Stadt angesehen. Statt diese anzuheben, bevorzugten die Besitzer oft eine Verschiebung dieser Gebäude, um sie durch neue Backsteingebäude zu ersetzen. Alte, mehrstöckige und intakte Holzgebäude, manchmal ganze Straßenblöcke, wurden auf Rollen gesetzt und an die Ränder der Stadt oder in die Vorstädte versetzt. Der Reisende David Macrae beschrieb ungläubig: „Kein Tag während meines Aufenthalts in der Stadt verging, in dem ich nicht einem oder mehreren Häusern begegnete, die ihr Quartier änderten. An einem Tag traf ich neun. Beim Überqueren der Great Madison Street mit Pferdewagen mussten wir zweimal anhalten, um Häuser vorbei zu lassen.“ Wie schon bei vorherigen Vorgängen blieben Geschäfte offen, selbst wenn Kunden durch die sich bewegende Eingangstür klettern mussten.